# Schistocerca alutacea
Schistocerca alutacea es una especie de saltamontes perteneciente a la familia Acrididae. Esta especie se encuentra en los Estados Unidos, desde Massachusetts hasta Arizona y Florida.